# Verein für Rasensport Bürstadt 1910 1984-1985
Questa voce raccoglie le informazioni riguardanti il Verein für Rasensport Bürstadt 1910 nelle competizioni ufficiali della stagione 1984-1985.

## Stagione
Nella stagione 1984-1985 il Bürstadt, allenato da Lothar Buchmann, Norbert Wagner e Willi Reuter, concluse il campionato di 2. Bundesliga al 18º posto.

## Rosa
| N. |                     | Ruolo | Calciatore       |
| -- | ------------------- | ----- | ---------------- |
|    | Germania (bandiera) | P     | Kurt Kowarz      |
|    | Germania (bandiera) | P     | Uwe Radmacher    |
|    | Germania (bandiera) | D     | Ludwig Brenner   |
|    | Germania (bandiera) | D     | Franz Ludwig     |
|    | Germania (bandiera) | D     | Willi Reuter     |
|    | Germania (bandiera) | D     | Peter Schwarz    |
|    | Germania (bandiera) | D     | Jürgen Strack    |
|    | Serbia (bandiera)   | D     | Đurađ Vasić      |
|    | Germania (bandiera) | C     | Bernd Gramminger |
|    | Germania (bandiera) | C     | Uwe Hahn         |

| N. |                     | Ruolo | Calciatore        |
| -- | ------------------- | ----- | ----------------- |
|    | Germania (bandiera) | C     | Eugen Hupp        |
|    | Germania (bandiera) | C     | Jörn Kaminke      |
|    | Germania (bandiera) | C     | Josef Sarroca     |
|    | Germania (bandiera) | C     | Christian Schopen |
|    | Germania (bandiera) | A     | Peter Jakob       |
|    | Germania (bandiera) | A     | Harald Kowarz     |
|    | Germania (bandiera) | A     | Gerhard Rohatsch  |
|    | Germania (bandiera) | A     | Erich Schmiedl    |
|    | Germania (bandiera) | A     | Helmut Vorreiter  |

## Organigramma societario
Area tecnica
- Allenatore: Willi Reuter
- Allenatore in seconda:
- Preparatore dei portieri:
- Preparatori atletici:

## Calciomercato

### Sessione estiva
| Acquisti | Acquisti         | Acquisti        | Acquisti |
| R.       | Nome             | da              | Modalità |
| -------- | ---------------- | --------------- | -------- |
| C        | Uwe Hahn         | Darmstadt       |          |
| C        | Josef Sarroca    | FSV Francoforte |          |
| D        | Peter Schwarz    | Uerdingen 05    |          |
| D        | Đurađ Vasić      | Vojvodina       |          |
| A        | Helmut Vorreiter | Darmstadt       |          |

| Cessioni | Cessioni       | Cessioni   | Cessioni |
| R.       | Nome           | a          | Modalità |
| -------- | -------------- | ---------- | -------- |
| A        | Bernd Nathmann | Sandhausen |          |

### Sessione invernale
| Acquisti | Acquisti | Acquisti | Acquisti |
| R.       | Nome     | da       | Modalità |
| -------- | -------- | -------- | -------- |

| Cessioni | Cessioni | Cessioni | Cessioni |
| R.       | Nome     | a        | Modalità |
| -------- | -------- | -------- | -------- |

## Risultati

### 2. Bundesliga

#### Girone di andata
| Arbitro: | Correll |

|               |           |                         |
| Vorreiter 44’ | Marcatori | 15’ Gerber 34’ Hellberg |

| Arbitro: | Wiesel |

|  |           |               |
|  | Marcatori | 21’, 84’ Hahn |

| Arbitro: | Matheis |

|                           |           |  |
| Schwarz 28’ Vorreiter 67’ | Marcatori |  |

| Arbitro: | Diekert |

|                    |           |              |
| Brandts 33’ (rig.) | Marcatori | 87’ Rohatsch |

| Arbitro: | Dellwing |

|                                                                                    |           |                         |
| Strack 4’, 69’ Rohatsch 11’ Schwarz 17’ (rig.), 67’ (rig.) Sarroca 25’ Schopen 33’ | Marcatori | 62’ Dubski 86’ Voßnacke |

| Arbitro: | Barnick |

|                                     |           |                         |
| Kunkel 58’ Wulfmeier 87’ Kügler 90’ | Marcatori | 17’ Schopen 36’ Kaminke |

| Arbitro: | Broska |

|                                   |           |                      |
| Rohatsch 31’ Vorreiter 79’ (rig.) | Marcatori | 70’ (rig.) Stickroth |

| Arbitro: | Niebergall |

|                                                   |           |              |
| Hauck 26’ Kohnle 68’ Birner 75’ Strack 78’ (aut.) | Marcatori | 73’ Schmiedl |

| Arbitro: | Eli |

|                            |           |          |
| Rohatsch 45’ Vorreiter 90’ | Marcatori | 10’ Gede |

| Arbitro: | Hontheim |

|           |           |  |
| Hotić 89’ | Marcatori |  |

| Arbitro: | Reinstädtler |

|                                |           |  |
| Sarroca 17’ Schwarz 55’ (rig.) | Marcatori |  |

| Arbitro: | Steffens |

|                                           |           |                    |
| Müller 16’ Dais 61’ Schwickert 72’ (rig.) | Marcatori | 84’ (rig.) Schwarz |

| Arbitro: | Kautschor |

|               |           |                             |
| Vorreiter 89’ | Marcatori | 12’ Jusufi 78’ (rig.) Jambo |

| Arbitro: | Puchalski |

|          |           |                          |
| Kuhl 57’ | Marcatori | 56’ Kaminke 58’ Rohatsch |

| Arbitro: | Correll |

|  |           |          |
|  | Marcatori | 9’ Höfer |

| Arbitro: | Kasperowski |

|                                   |           |                           |
| Knauf 30’ Horch 42’ Deuerling 87’ | Marcatori | 15’ Sarroca 90’ Vorreiter |

| Arbitro: | Weber |

|                              |           |  |
| Bunk 60’ (rig.) Hellmann 68’ | Marcatori |  |

| Arbitro: | Diekert |

|                                 |           |                                 |
| Schwarz 38’ (rig.) Schmiedl 78’ | Marcatori | 50’ Grillemeier 78’ Ehrmantraut |

| Arbitro: | Kriegelstein |

|                                 |           |  |
| Beermann 37’, 50’ Bargfrede 80’ | Marcatori |  |

#### Girone di ritorno
| Arbitro: | Barnick |

|                                  |           |  |
| Thiele 34’ Giesel 74’ Gerber 89’ | Marcatori |  |

| Arbitro: | Schäfer |

|               |           |            |
| Vorreiter 83’ | Marcatori | 80’ Krella |

| Arbitro: | Bodmer |

|                                       |           |              |
| Grahammer 20’ Gulden 42’ Eckstein 90’ | Marcatori | 45’ Rohatsch |

| Arbitro: | Walz |

|                              |           |  |
| Vasić 50’ (rig.), 88’ (rig.) | Marcatori |  |

| Arbitro: | Kasperowski |

|                                    |           |                  |
| Struckmann 32’ Notthoff 53’ (rig.) | Marcatori | 18’ (rig.) Vasić |

| Arbitro: | Probst |

|            |           |                                |
| Ludwig 32’ | Marcatori | 32’ (rig.) Džoni 90’ Wulfmeier |

| Arbitro: | Kautschor |

|                       |           |          |
| Wendt 10’, 12’ (rig.) | Marcatori | 45’ Hahn |

| Arbitro: | Werner |

|                          |           |  |
| Ludwig 10’ Vorreiter 79’ | Marcatori |  |

| Arbitro: | Gabor |

|                         |           |  |
| Grabosch 47’ Helmes 82’ | Marcatori |  |

| Arbitro: | Correll |

|                                 |           |  |
| Kowarz 12’ Hahn 64’ Schopen 84’ | Marcatori |  |

| Arbitro: | Amerell |

|                     |           |  |
| Hobday 7’ Finke 22’ | Marcatori |  |

| Arbitro: | Kriegelstein |

|                    |           |  |
| Schwarz 17’ (rig.) | Marcatori |  |

| Arbitro: | Puchalski |

|          |           |  |
| Seel 69’ | Marcatori |  |

| Arbitro: | Reinstädtler |

|  |           |                             |
|  | Marcatori | 74’ Labbadia 81’ Zimmermann |

| Arbitro: | Weber |

|             |           |          |
| Sandner 26’ | Marcatori | 88’ Hahn |

| Arbitro: | Wahmann |

|                       |           |           |
| Vasić 24’ Kaminke 46’ | Marcatori | 63’ Hampl |

| Bürstadt 25 maggio 1985, ore 15:00 CEST 36ª giornata | VfR Bürstadt | 0 – 0 referto | Blau-Weiß Berlin | Robert-Kölsch-Stadion (2 500 spett.)\| Arbitro: \| Heitmann \| |
| Arbitro:                                             | Heitmann     |               |                  |                                                                |

| Arbitro: | Steffens |

|           |           |             |
| Stöhr 29’ | Marcatori | 54’ Sarroca |

| Arbitro: | Scheuerer |

|          |           |            |
| Hahn 67’ | Marcatori | 84’ Wenzel |

## Statistiche

### Statistiche di squadra
| Competizione  | Punti | In casa | In casa | In casa | In casa | In casa | In casa | In trasferta | In trasferta | In trasferta | In trasferta | In trasferta | In trasferta | Totale | Totale | Totale | Totale | Totale | Totale | DR |
| Competizione  | Punti | G       | V       | N       | P       | Gf      | Gs      | G            | V            | N            | P            | Gf           | Gs           | G      | V      | N      | P      | Gf     | Gs     | DR |
| ------------- | ----- | ------- | ------- | ------- | ------- | ------- | ------- | ------------ | ------------ | ------------ | ------------ | ------------ | ------------ | ------ | ------ | ------ | ------ | ------ | ------ | -- |
| 2. Bundesliga | 31    | 19      | 10      | 4       | 5       | 32      | 18      | 19           | 2            | 3            | 14           | 16           | 38           | 38     | 12     | 7      | 19     | 48     | 56     | -8 |
| Totale        | 31    | 19      | 10      | 4       | 5       | 32      | 18      | 19           | 2            | 3            | 14           | 16           | 38           | 38     | 12     | 7      | 19     | 48     | 56     | -8 |

### Andamento in campionato
| Giornata  | 1  | 2 | 3 | 4 | 5 | 6 | 7 | 8 | 9 | 10 | 11 | 12 | 13 | 14 | 15 | 16 | 17 | 18 | 19 | 20 | 21 | 22 | 23 | 24 | 25 | 26 | 27 | 28 | 29 | 30 | 31 | 32 | 33 | 34 | 35 | 36 | 37 | 38 |
| --------- | -- | - | - | - | - | - | - | - | - | -- | -- | -- | -- | -- | -- | -- | -- | -- | -- | -- | -- | -- | -- | -- | -- | -- | -- | -- | -- | -- | -- | -- | -- | -- | -- | -- | -- | -- |
| Luogo     | C  | T | C | T | C | T | C | T | C | T  | C  | T  | C  | T  | C  | T  | T  | C  | T  | T  | C  | T  | C  | T  | C  | T  | C  | T  | C  | T  | C  | T  | C  | T  | C  | C  | T  | C  |
| Risultato | P  | V | V | N | V | P | V | P | V | P  | V  | P  | P  | V  | P  | P  | P  | N  | P  | P  | N  | P  | V  | P  | P  | P  | V  | P  | V  | P  | V  | P  | P  | N  | V  | N  | N  | N  |
| Posizione | 14 | 8 | 5 | 4 | 2 | 6 | 3 | 8 | 7 | 9  | 7  | 9  | 9  | 8  | 9  | 10 | 10 | 10 | 14 | 17 | 17 | 18 | 15 | 17 | 18 | 20 | 18 | 18 | 18 | 18 | 18 | 19 | 19 | 19 | 18 | 18 | 18 | 18 |

Legenda:

Luogo: C = Casa; T = Trasferta. Risultato: V = Vittoria; N = Pareggio; P = Sconfitta.

### Statistiche dei giocatori
| L. Brenner    | 25 | 0 | 2 | 0 |
| B. Gramminger | 17 | 0 | 3 | 0 |
| U. Hahn       | 32 | 6 | 2 | 0 |
| E. Hupp       | 15 | 0 | 0 | 0 |
| P. Jakob      | 0  | 0 | 0 | 0 |
| J. Kaminke    | 26 | 3 | 3 | 0 |
| H. Kowarz     | 22 | 1 | 3 | 0 |
| K. Kowarz     | 38 | 0 | 2 | 0 |
| F. Ludwig     | 29 | 2 | 2 | 0 |
| U. Radmacher  | 0  | 0 | 0 | 0 |
| W. Reuter     | 18 | 0 | 3 | 0 |
| G. Rohatsch   | 34 | 6 | 3 | 0 |
| J. Sarroca    | 37 | 4 | 5 | 0 |
| E. Schmiedl   | 33 | 2 | 0 | 0 |
| C. Schopen    | 36 | 3 | 9 | 0 |
| P. Schwarz    | 37 | 7 | 4 | 0 |
| J. Strack     | 37 | 2 | 5 | 0 |
| Đ. Vasić      | 23 | 4 | 5 | 0 |
| H. Vorreiter  | 28 | 8 | 1 | 0 |